# アリアナ・マリー
アリアナ・マリー（Ariana Marie、1993年3月15日 – ）は、アメリカ合衆国のポルノ女優、カムガール、ダンサー。2014年11月号のペントハウス・ペット・オブ・ザ・マンス。AVNアワード、XBIZ賞などの数々の賞にノミネートされた。2019年6月、ヴィクセン・スタジオのスポークス・アクトレス、モデルとして1年間の独占契約を結んだ。

## 来歴
テキサス州ダラスで、アイルランド人、ドイツ人、ベルギー人、プエルトリコ人をルーツに持つ家庭に生まれる。彼女には3人の兄がいる。彼女の幼い頃に一家は父親の仕事の都合でフロリダ州クリアウォーターに転居、その地で成長し学業を終えた。短期間ウェイトレスとして働いた後、2013年9月に20歳でポルノ映画界にデビューを果たした。PornPros作品のデビューシーンでは、ジゼル・マリとダニー・マウンテンと絡んだ。マリーにはシーンごとに「標準の上限」である1,200ドルが支払われていたが、彼女のブッキング・エージェントは40%のコミッションを受け取っていた。マリーは当初これが通常のコミッション（10～20%）よりもはるかに高いことに気付いていなかった。次のエージェントはレートを下げたが、彼が懇意にしている会社でより少ない賃金で働くよう彼女に圧力をかけた。マリーはデビュー当時は「従来のポルノ会社の撮影に専念」し、マイル・ハイ、バング・プロダクション、アダム&イヴ、ガールフレンド・フィルムズ、キック・アス・ピクチャーズ、イービル・エンジェル、ピュア・プレイ・メディア、パルス・ディストリビューションなどのスタジオで働いていた。またMofos、Bang Bros、HD Passion、Digital Desire、Naughty America、ヴィクセンなどのウェブサイトでも働いている。
2014年11月には、ペントハウス誌の今月のペントハウス・ペットに選ばれた。同月、TwistysのTreat of the Monthにも選ばれた。2015年、AVNアワードとXBIZ賞などの業界の最優秀新人女優にノミネートされ、『Keisha』でAVNアワードの「Best Three-Way Sex Scene Girl/Girl/Boy部門」（最優秀女性2人×男性1人3Pシーン）でケイシャ・グレイ、マニュエル・フェラーラと共にノミネートされた。2016年10月、ヴィクセン・スタジオウェブサイトの「ヴィクセン・エンジェル・オブ・ザ・マンス」に選ばれた。
ポルノ映画界で数年間の成功を収めた後、Webカメラのモデリングに進出した。2017年のマクシムのカムガールの記事によれば、彼女の家には「シャワールームを含むほぼすべての部屋に、視聴者にライブを提供するためのカメラが設置されており」、「合計8台、おそらく家全体に10台のカメラ」、「ファンがアリアナ・マリーの人生の1日を見ることができるよう、24時間年中無休の供給設備」が備えられている。2017年のグラマー誌のインタビューで、マリーは「学校ではいつも良い成績を収めていましたが、興味を持つことは出来ませんでした。ですから大学を卒業できたのは確かですが、頑張れたのかは分かりません」と語っている。またポルノ映画の実績が彼女の財政状態をどのように改善したかについても話した。
ポルノ業界に入って以来、私はすべての借金を返済し、月に数千ドルを貯金し、クレジットカードの信用度をほぼ完璧にまで上げ、自分の家と車を購入し、いつでもどこでも旅行できるようになりました。望んでいたいくつかのビジネスを始め、困っている友人や家族を助け、自分の結婚式の費用を賄い、快適で経済的にストレスのない生活を送っています。これらすべては25歳になる前に達成できたものです。ポルノ映画のキャリアがなければ、これらを達成できたとは想像できません。
2015年、マリーはポルノ俳優にコンドームの使用を義務付ける法案に反対し、コンドームは撮影時の邪魔になると指摘した上で出演者が性感染症の検査を受けるプロセスに信頼を寄せていると表明した。2018年のコスモポリタンの記事によれば彼女の好みのコンドームはLifestyles SKYNで、他のコンドームよりも刺激が少ないと主張している。マリーによれば「Lifestyles SKYNを装着した男たちをフェラチオをしましたが、匂いも味も全くしない事に幸せを感じます。普通のコンドームだと吐き気を催してしまいますが、この製品ではそうはならないからです。」とその理由を説明した。2018年8月、デイリー・ドットはバーチャル・リアリティのポルノスターのトップ30の1人として彼女をランクインさせた。
彼女は引退したポルノ男優、ジャック・スペードと結婚している。2019年時点で自分のコンテンツで自分のブランドを宣伝する方が、他の制作会社で働くよりも有利であることに気付いていたが、それ以降も「業界内でのステータスと認知度を維持する」という目的で、従来の制作会社でも限定的に仕事を続けている。2022年に第一子となる娘を出産。

## 出演作の一部
- 2014: Slut Puppies 9
- 2016: The Art of Anal Sex 2
- 2016: Black & White Vol. 5
- 2016: Natural Beauties Vol. 2
- 2017: The Art of Anal Sex 4
- 2017: Interracial Icon Vol. 6
- 2017: Natural Beauties Vol. 6
- 2018: Blacked Raw V8
- 2018: Women Seeking Women Vol. 157
- 2019: Anal Threesomes Vol. 5
- 2019: Tushy Raw V7
- 2021: Young & Beautiful Vol. 10
- 2021: Black & White Vol. 20
- 2021: Anal Savages 6

## 受賞とノミネーション

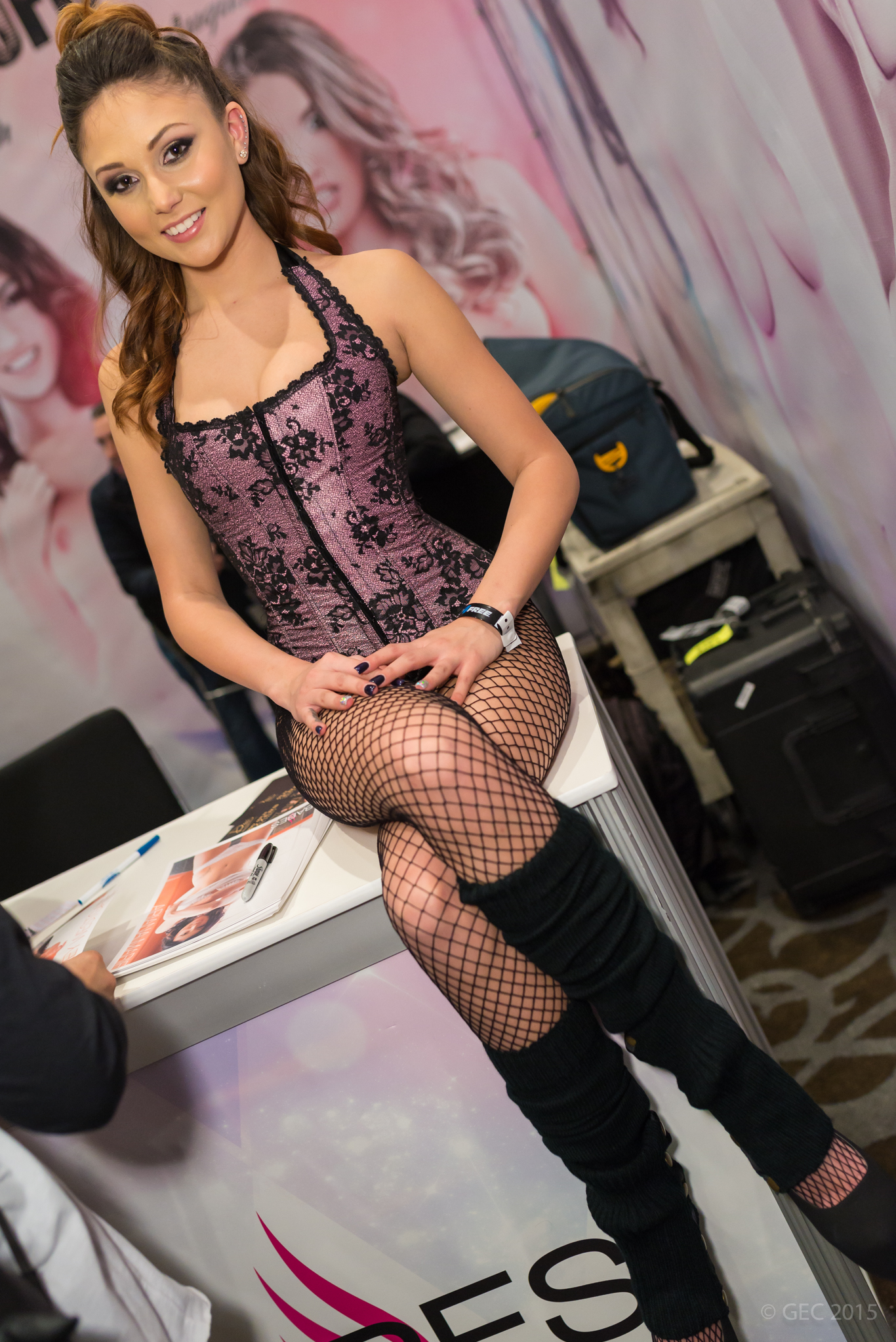
2015年1月22日、AEEにて

| 年   | 賞          | 結果       | 部門                                  | 作品                                     | 脚注   |
| ---- | ----------- | ---------- | ------------------------------------- | ---------------------------------------- | ------ |
| 2015 | AVNアワード | ノミネート | Best New Starlet                      | N/A                                      | [ 18 ] |
| 2015 | AVNアワード | ノミネート | Best Three-Way Sex Scene - G/G/B      | Keisha                                   | [ 18 ] |
| 2015 | XBIZ賞      | ノミネート | Best New Starlet                      | N/A                                      | [ 19 ] |
| 2016 | AVNアワード | ノミネート | Best Three-Way Sex Scene - B/B/G      | Slut Puppies 9                           | [ 20 ] |
| 2016 | AVNアワード | ノミネート | Best Three-Way Sex Scene - G/G/B      | Just Jillian                             | [ 20 ] |
| 2016 | XBIZ賞      | ノミネート | Best Scene – All-Sex Release          | Just Jillian                             | [ 21 ] |
| 2017 | AVNアワード | ノミネート | Best anal sex scene                   | The Art of Anal Sex 2                    | [ 22 ] |
| 2017 | AVNアワード | ノミネート | Best Girl/Girl Sex Scene              | Let It Ride                              | [ 22 ] |
| 2017 | XBIZ賞      | ノミネート | Best Sex Scene – Vignette Release     | The Art of Anal Sex 2                    | [ 23 ] |
| 2018 | AVNアワード | ノミネート | Best anal sex scene                   | Natural Beauties 2                       | [ 24 ] |
| 2018 | AVNアワード | ノミネート | Best Three-Way Sex Scene - B/B/G      | Nerds                                    | [ 24 ] |
| 2018 | AVNアワード | ノミネート | Best Three-Way Sex Scene - G/G/B      | The Art of Anal Sex 4                    | [ 24 ] |
| 2018 | XBIZ賞      | ノミネート | Female artist of the year             | N/A                                      | [ 25 ] |
| 2019 | AVNアワード | ノミネート | Female Performer of the Year          | N/A                                      | [ 26 ] |
| 2019 | AVNアワード | ノミネート | Best Double Penetration Sex Scene     | Ariana Marie: A Little Bit Harder        | [ 26 ] |
| 2019 | AVNアワード | ノミネート | Best Boy/Girl Sex Scene               | XXX Parodies                             | [ 26 ] |
| 2019 | AVNアワード | ノミネート | Best Girl/Girl Sex Scene              | Ariana Marie: A Little Bit Harder        | [ 26 ] |
| 2019 | AVNアワード | ノミネート | Best Three-Way Sex Scene – B/B/G      | I Know Who You Fucked Last Halloween     | [ 26 ] |
| 2019 | AVNアワード | ノミネート | Best Three-Way Sex Scene – G/G/B      | Icons                                    | [ 26 ] |
| 2019 | AVNアワード | ノミネート | Best Virtual Reality Sex Scene        | Fidelo: The Penthouse Soiree             | [ 26 ] |
| 2020 | AVNアワード | ノミネート | Best Three-Way Sex Scene – B/B/G      | Baller Tales – Top-Shelf Pussy           | [ 27 ] |
| 2020 | AVNアワード | ノミネート | Best Three-Way Sex Scene – G/G/B      | Hardcore Threesomes 3                    | [ 27 ] |
| 2020 | XBIZ賞      | ノミネート | Best sex scene in movie vignette      | Anal Threesomes 5                        | [ 28 ] |
| 2021 | AVNアワード | 受賞       | Mainstream Venture of the Year        | G-Eazy x Vixen Music Video Collaboration | [ 29 ] |
| 2021 | AVNアワード | ノミネート | Best Three-Way Sex Scene – G/G/B      | Threesome Fantasies 7                    | [ 30 ] |
| 2021 | XBIZ賞      | ノミネート | Premium Social Media Star of the Year | N/A                                      | [ 31 ] |
| 2022 | AVNアワード | ノミネート | Best POV sex scene                    | Intimate POV Anal With Ariana Marie      | [ 32 ] |